# Cusuma flavifusa
Cusuma flavifusa là một loài bướm đêm trong họ Geometridae.